# No One Needs to Know
Singles de Shania Twain
You Win My Love
(1996) Home Ain't Where His Heart Is (Anymore)
(1996)
Pistes de The Woman in Me
Leaving Is the Only Way Out God Bless the Child
No One Needs to Know est le sixième single extrait de l'album The Woman in Me de la chanteuse canadienne Shania Twain. La chanson a été écrite par Shania Twain et Robert Mutt Lange. La chanson devint numéro trois à la radio country, et quatrième au général. Il a passé une semaine au sommet du palmarès en juillet de 1996. Il a été initialement publié en radio en mai 1996.
La chanson a été également utilisée dans le film Twister en 1996 et est inscrite sur la bande son. No One Needs To Know a plus tard été inclus en 2004 dans Greatest Hits.

## Charts
| Chart                                       | position |
| ------------------------------------------- | -------- |
| Canada RPM Country Singles                  | 1        |
| U.S. Billboard Hot Country Singles & Tracks | 1        |